# دی‌اس۴
دی‌اس۴ (انگلیسی: DS 4) یک خودروی کامپکت است که به‌وسیلهٔ دی‌اس اتومبیلز، برند لوکس سیتروئن تولید می‌شود. از اواخر سال ۲۰۲۱، نسل دوم این خودرو عرضه خواهد شد.
این خودرو دارای ۳ نمونه موتور شامل: بنزینی ، گازوئیلی و هیبریدی می باشد.